# Oualogotenga
Oualogotenga est une localité située dans le département de Pibaoré de la province du Sanmatenga dans la région Centre-Nord au Burkina Faso.

## Géographie
Oualogotenga est situé à 12 km au nord-ouest de Pibaoré, le chef-lieu du département, et à 22 km au sud-est du centre de Kaya, la capitale régionale. Le village est traversé par la route nationale 15 reliant Boulsa à Kaya.

## Économie
Les activités commerciales et marchandes du village profitent de la position de celui-ci sur l'axe majeur qu'est la route nationale 15.

## Éducation et santé
Le centre de soins le plus proche d'Oualogotenga est le centre de santé et de promotion sociale (CSPS) de Pibaoré tandis que le centre hospitalier régional (CHR) se trouve à Kaya.
Le village possède une école primaire publique.